# Ладыженский, Леонтий Давыдович
Леонтий Давыдович Ладыженский (1550-е — ум. после 1603) — думный дьяк и воевода.

## Биография
Происходил из рода Ладыженских, сын Давыда Глебовича Ладыженского.
В 1586 году в качестве дворянина посольства участвовал в съезде московских и польских послов на р. Плюсе.
В 1592 — 2-й воевода в походе против черемисов.
В 1598 году подписался под соборным постановлением об избрании царем Бориса Годунова, и в том же году царь Борис послал его гонцом в Крым «объявить своё государство», а также «о дружбе и о братстве». Крымский хан принял его, выслушал посольство и пожелал быть в дружбе с царем Борисом, а намерение свое идти с войском к Москве «по Божией милости и неволею оставил». 27 июня Ладыженский прибыл с ханским посланником Алеем-мурзой в Серпухов.
В 1599 году встречал в Ивангороде шведского принца Густава, приглашенного Борисом Годуновым в Московское государство.
В 1601 году, во время ссылки и заточение Романовых и других противников Годуновых, обвиненных в намерении «извести царя Бориса волшебством», Ладыженский был приставом при А. Н. Романове, сосланном на побережье Ледовитого океана, в Луду, где он спустя некоторое время, по приказу Бориса Годунова, удавил своего подопечного, который и был погребен в Луде.
Умер после 1603 года.

## Семья
Имел двоих сыновей:
- Леонтий Леонтьевич (1580-е — ум. после 1627) — воевода в Перми (1625) и в Черни (1626—1627), дворянин московский (1627). Оставил сына:
  - Елистрат (Евстафий) Леонтьевич (ок. 1610—?) — патриарший стольник (1629), по родословным бездетный.
- Борис Леонтьевич, по родословным бездетный.

Племянником Леонтию Давыдовичу приходился Амвросий Иванович Ладыженский.